# Sílvia Alcàntara i Ribolleda
Pour les articles homonymes, voir Alcantara.
Sílvia Alcàntara i Ribolleda, née le 22 février 1944 à Puig-reig, dans la province de Barcelone, est une écrivaine espagnole d'expression catalane.

## Biographie
Au milieu des années 1960, Sílvia Alcàntara i Ribolleda s'installe à Terrassa, où elle vit encore actuellement. Dans l'impossibilité d'étudier le catalan sous la dictature franquiste, elle en a l'occasion lors de la transition démocratique espagnole et commence à écrire dans cette langue. Selon elle, un monde qu'elle ne pouvait même pas imaginer s'ouvre à elle. 
Au début des années 1990, elle est l'une des premières personnes à intégrer l'Aula de Lletres, une école fondée à Barcelone où sont enseignées les techniques d'écriture littéraire. Puis, elle termine ses études à l'Ateneu Barcelonès. Elle remporte quelques prix de contes et nouvelles.
En 2009, elle publie son premier roman, Olor de Colònia, sorti aux Edicions de 1984. Inspiré de sa propre expérience dans les années 1950, l'ouvrage évoque la vie dans une usine textile et les relations sociales empoisonnées régies par une combinaison de despotisme et de condescendance qui y ont cours. Le roman, dont 61 000 exemplaires sont vendus, reçoit les prix QWERTY BTV en 2009, Regió7 en 2009 et Joaquim Amat-Piniella en 2010, et est finaliste pour le Narrative Book Award en 2009. Sílvia Alcàntara i Ribolleda déclare que l’écriture lui a sauvé la vie.
En 2012, Olor de Colònia est adapté à la télévision en une mini-série du même nom, produite par Diagonal TV et Televisió de Catalunya.

## Romans
- (ca) Olor de Colònia, Edicions de 1984, 2009, 330 p. (ISBN 978-8-4924-4021-4).
- (ca) La casa cantonera, Edicions de 1984, 2011, 142 p. (ISBN 978-8-4924-4058-0).
- (ca) Els dies sense glòria, Edicions de 1984, 2016, 100 p. (ISBN 978-8-4158-3574-5)[4].